# Olsberg (Argóvia)
Olsberg é uma comuna da Suíça, situada no distrito de Rheinfelden, no cantão de Argóvia. Tem 4,68 km² de área e sua população em 2018 foi estimada em 358 habitantes.